# ブレクヌム・ギッブム
ブレクヌム・ギッブム Blechnum gibbum は、シシガシラ科のシダ植物。ニューカレドニア産で、小さいながら木生シダである。観賞用に栽培されている。

## 特徴
小型の木生シダ。黒い茎は直立し、50cm程度だが、よく育つと90cmに達する。葉は茎の先端に輪生状につき、2形がある。栄養葉は倒卵形で長さ40-50cm、最大では80cmにもなる。葉身は革質で厚くて光沢があり、1回羽状に深裂しており、羽片は中央より先で最長、基部に向かって次第に短くなり、最も基部では3cm程度となる。羽片の幅は0.8-1.5cmで、基部近くの羽片は独立するが、それより先のものは基部同士がごく狭い翼で隣のものと繋がり、羽片の数は普通は20対以上ある。羽片の周辺にはあまりはっきりしない細かな鋸歯が出る。葉柄部は短く、中肋にかけて表には溝があり、裏向きには隆起する。胞子葉は大きさは栄養葉とほぼ同じで、ただし羽片の幅が狭く、幅2.5mm以下、ただし基部ではより幅広い。胞子嚢糞は羽片の主脈沿いに両側全体に広がり、包膜は向かい合っている。

## 分布
ニューカレドニアとニューヘブリデスが原産である。

## 利用
観葉植物として栽培される。学名カナ読みで、ブレクナム・ギッバムも使われる。また、ロマリアとの呼称もある。高温多湿、半日陰でよく育つが、乾燥には弱い。越冬温度は5℃。

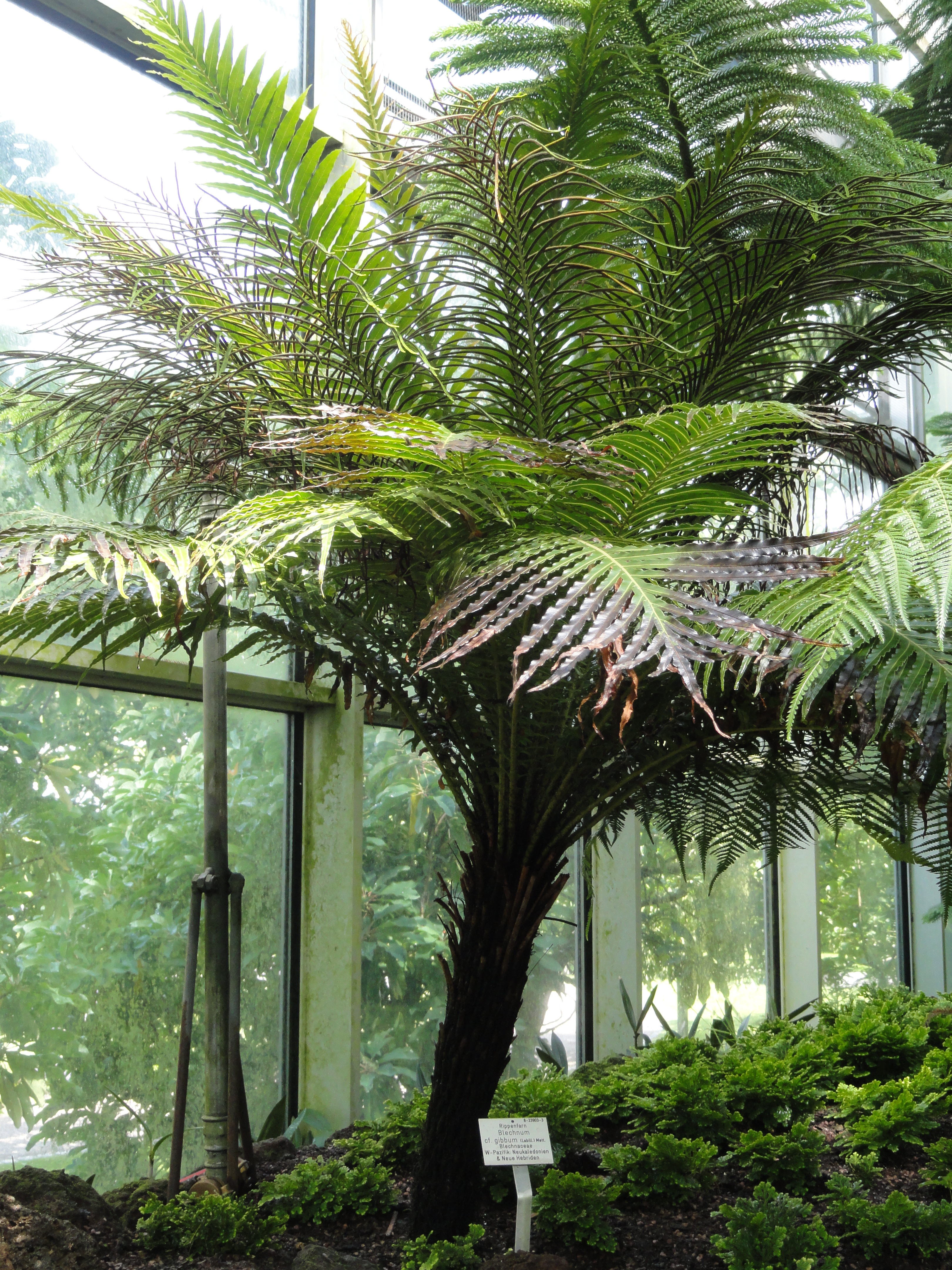
茎の様子
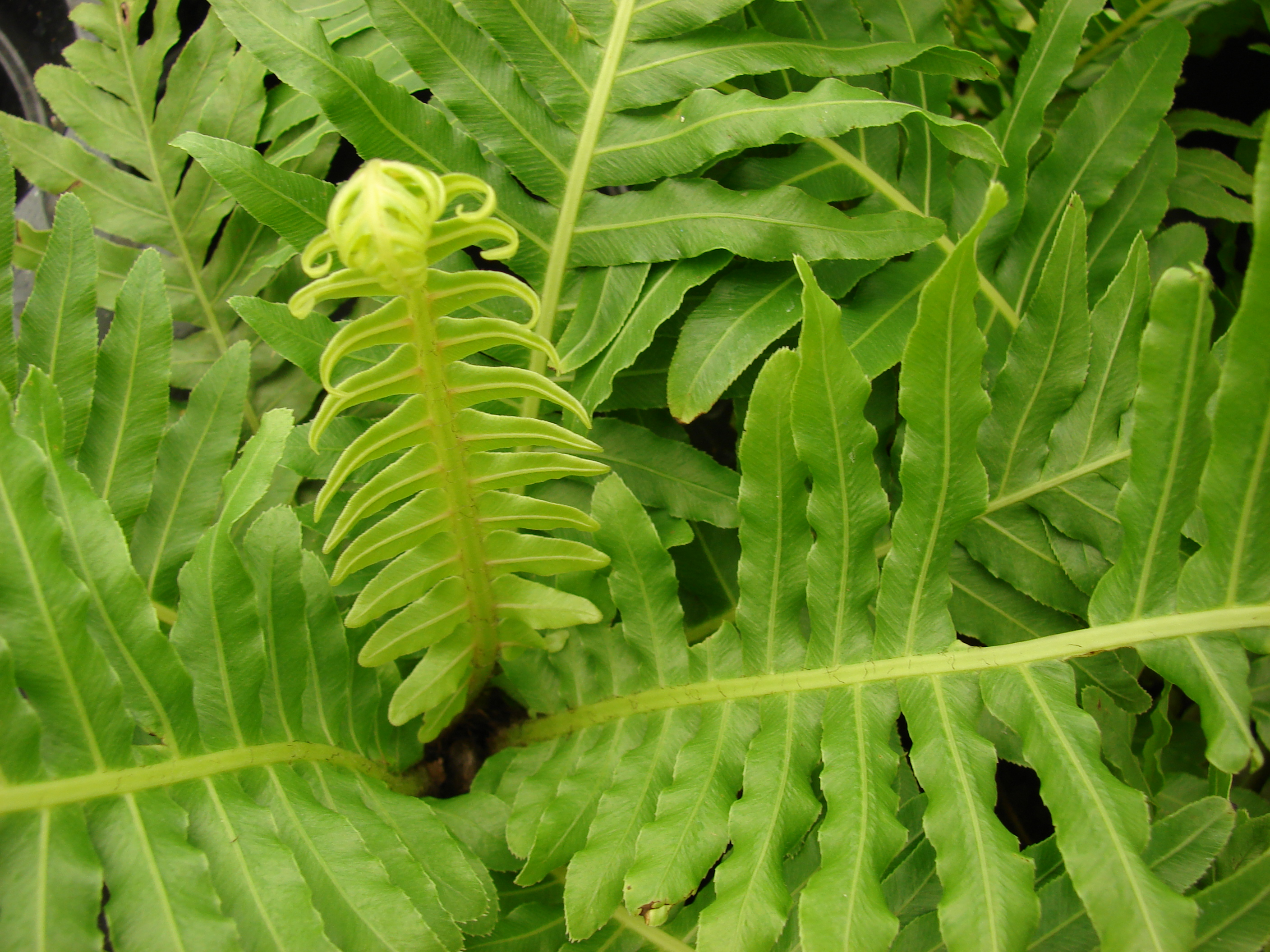
葉の基部の様子
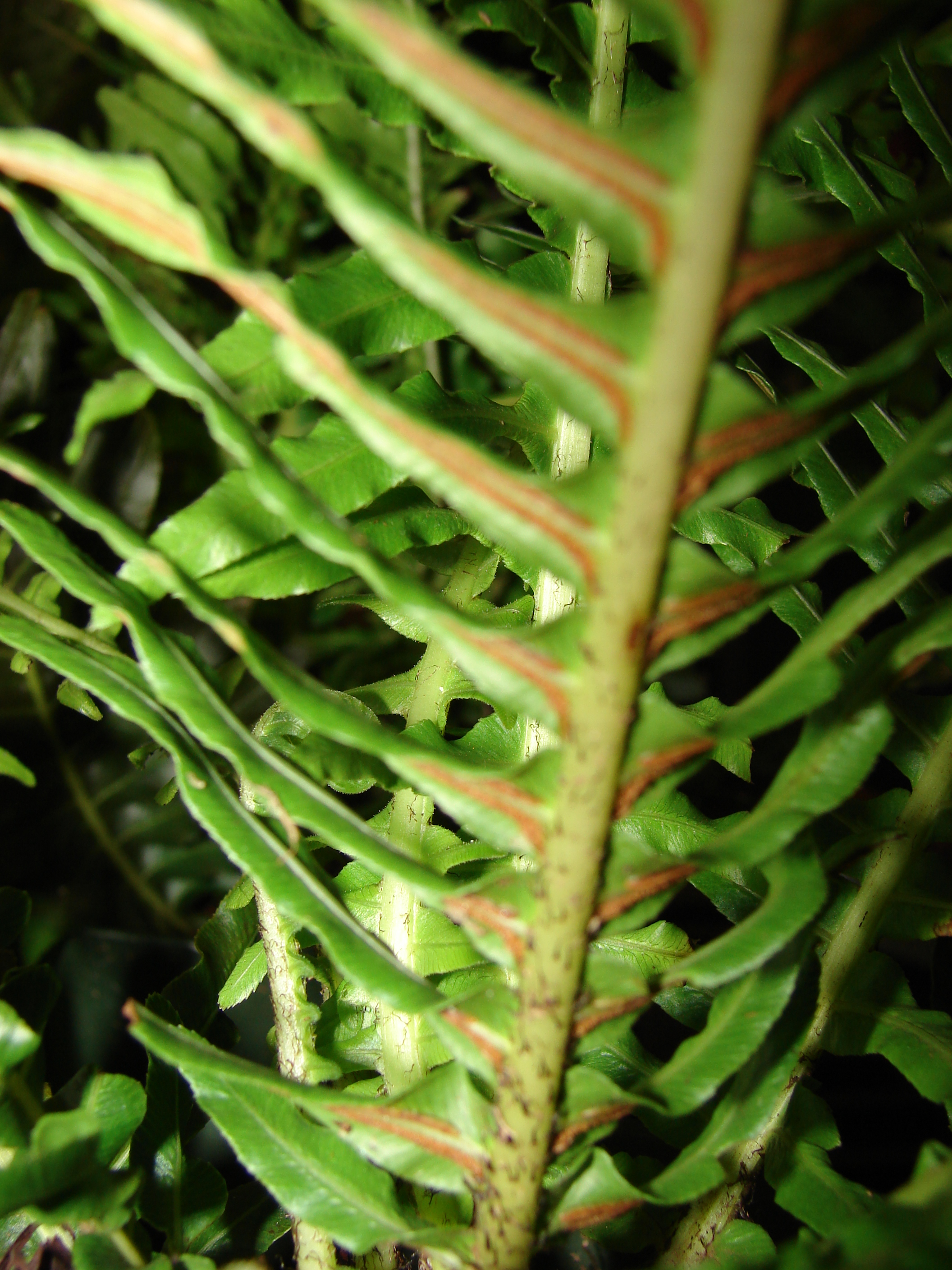
胞子嚢群の様子